# Domaine de Tanaka

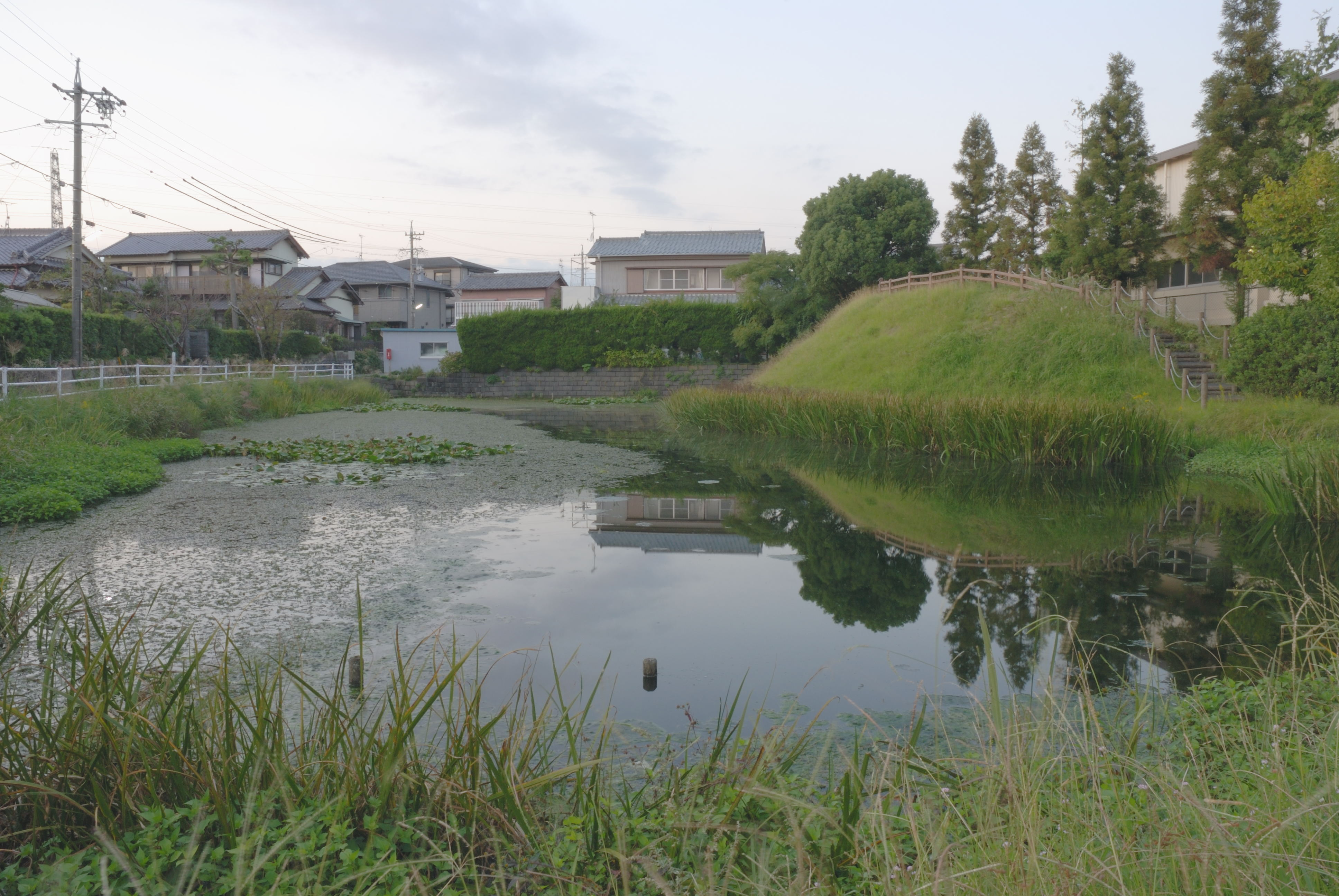
Restes des douves San-no-maru du château de Tanaka.

Le domaine de Tanaka (田中藩, Tanaka-han) est un domaine féodal tozama daimyo japonais de l'époque d'Edo situé dans la province de Suruga et dont le centre se trouve dans la ville actuelle de Fujieda, préfecture de Shizuoka. Ce domaine contient une école d'arts martiaux renommée.

## Histoire
Le domaine de Tanaka est contrôlé par un grand nombre de familles de daimyos durant son existence, rarement pendant plus d'une génération.
Kazutada Nakamure, un vassal de Toyotomi Hideyoshi et résident du château de Sunpu, construit le château de Tanaka comme fortification protégeant les marches orientales du domaine de Sunpu. Après la défaite de ses forces à la bataille de Sekigahara, Totoyomi est envoyé à Yonago par Tokugawa Ieyasu, le shōgun victorieux. Ieyasu garde le château de Sumpu pour lui-même et donne en 1601 le château de Tanaka d'un revenu de 10 000 koku à son obligé, Sakai Tadatoshi. C'est l'acte fondateur du domaine de Tanaka. Tadatoshi fait de Fujieda-juku un shukuba du Tōkaidō et une jōkamachi (ville-château). Il réussit si bien dans son entreprise qu'il est récompensé par un plus grande domaine à Kawagoe dans la province de Musashi en 1607 et le domaine de Tanaka reprend le statut de tenryō sous le contrôle direct du shogunat.
Le domaine de Tanaka est donné à Tadashige Matsudaira (Sakurai) avec des revenus augmentés à 25 000 koku en 1633. Mais Tadashige est transféré au domaine de Kakegawa deux ans plus tard et sa part est prise par Tadayoshi Mizuno avec un revenu de 45 000 koku. Le clan Mizuno est ensuite remplacé par les clans Matsudaira (Fujii), Hōjō, Nishio, Sakura, Tsuchiya, Ōta, Naitō et Toki jusqu'à ce que le domaine de Tanaka revienne finalement au clan Honda en 1730. Celui-ci dirige alors la propriété pendant sept générations jusqu'à la restauration de Meiji en 1868. Après que Tokugawa Yoshinobu, le dernier shogun Tokugawa, a cédé son titre à l'empereur Meiji, il change de résidence, quittant Edo pour Sunpu avec les provinces de Suruga, Izu et de Makawa comme domaines personnels. Le domaine de Tanaka est inclus dans le nouveau domaine de Shizuoka. En septembre 1868, le domaine cesse officiellement d'exister. Honda Masamori, le dernier daimyō de Tanaka, reçoit en échange le nouveau et éphémère domaine de Nagao dans la province d'Awa.

## Liste des daimyōs
- Clan Sakai (fudai) 1601-1609

| # | Nom                         | Dates     | Titre         | Rang                    | Revenus     |
| - | --------------------------- | --------- | ------------- | ----------------------- | ----------- |
| 1 | Sakai Tadatoshi (酒井 忠利) | 1601-1607 | Bungo-no-kami | 5e inférieur (従五位下) | 10 000 koku |

- tenryō　1607-1635

- Clan Matsudaira (Sakurai) (fudai) 1635-1644

| # | Nom                              | Dates     | Titre          | Rang                    | Revenus     |
| - | -------------------------------- | --------- | -------------- | ----------------------- | ----------- |
| 1 | Matsudaira Tadashige (松平 忠重) | 1633-1635 | Daizen-no-suke | 5e inférieur (従五位下) | 25 000 koku |

- Clan Mizuno (fudai) 1635-1644

| # | Nom                          | Dates     | Titre          | Rang                    | Revenus     |
| - | ---------------------------- | --------- | -------------- | ----------------------- | ----------- |
| 1 | Mizuno Tadayoshi (水野 忠善) | 1635-1642 | Daizen-no-suke | 5e inférieur (従五位下) | 45 000 koku |

- Clan Matsudaira (Fujii) (fudai) 1642-1644

| # | Nom                             | Dates     | Titre       | Rang                    | Revenus     |
| - | ------------------------------- | --------- | ----------- | ----------------------- | ----------- |
| 1 | Matsudaira Tadaharu (松平 忠晴) | 1642-1644 | Iga-no-kami | 5e inférieur (従五位下) | 25 000 koku |

- Clan Nishio (fudai) 1649-1679

| #  | Nom                         | Dates     | Titre         | Rang                    | Revenus     |
| -- | --------------------------- | --------- | ------------- | ----------------------- | ----------- |
| 1  | Nishio Tadateru (西尾 忠照) | 1649-1654 | Tango-no-kami | 5e inférieur (従五位下) | 25 000 koku |
| ２ | Nishio Tadanari (西尾 忠成) | 1654-1679 | Oki-no-kami   | 5e inférieur (従五位下) | 25 000 koku |

- Clan Sakai (fudai) 1679-1681

| # | Nom                         | Dates     | Titre         | Rang                    | Revenus     |
| - | --------------------------- | --------- | ------------- | ----------------------- | ----------- |
| 1 | Sakai Tadatoshi (酒井 忠能) | 1679-1681 | Hyuga-no-kami | 5e inférieur (従五位下) | 40 000 koku |

- Clan Tsuchiya (fudai) 1681-1684

| # | Nom                          | Dates     | Titre                         | Rang                    | Revenus     |
| - | ---------------------------- | --------- | ----------------------------- | ----------------------- | ----------- |
| 1 | Tsuchiya Masanao (土屋 政直) | 1681-1684 | Noto-no-kami ; Sagami-no-kami | 5e inférieur (従五位下) | 45 000 koku |

- Clan Ōta (fudai) 1684-1705

| # | Nom                      | Dates     | Titre          | Rang                    | Revenus     |
| - | ------------------------ | --------- | -------------- | ----------------------- | ----------- |
| 1 | Ōta Sukenao (太田 資直)  | 1684-1705 | Settsu-no-kami | 5e inférieur (従五位下) | 50 000 koku |
| 2 | Ōta Sukeharu (太田 資晴) | 1705      | Bitchu-no-kami | 4e inférieur (従四位下) | 50 000 koku |

- Clan Naitō (fudai) 1601-1613

| # | Nom                       | Dates     | Titre         | Rang                    | Revenus     |
| - | ------------------------- | --------- | ------------- | ----------------------- | ----------- |
| 1 | Naitō Kazunobu (内藤弌信) | 1705-1720 | Bizen-no-kami | 4e inférieur (従四位下) | 50 000 koku |

- Clan Toki (fudai) 1730-1868

| # | Nom                       | Dates     | Titre         | Rang                    | Revenus     |
| - | ------------------------- | --------- | ------------- | ----------------------- | ----------- |
| 1 | Toki Yoritaka (土岐頼殷)  | 1712-1713 | Iyo-no-Kami   | 4e inférieur (従四位下) | 35 000 koku |
| 2 | Toki Yoritoshi (土岐頼稔) | 1713-1742 | Tango-no-kami | 4e inférieur (従四位下) | 35 000 koku |

- Clan Honda (fudai) 1730-1868

| # | Nom                        | Dates     | Titre          | Rang                    | Revenus     |
| - | -------------------------- | --------- | -------------- | ----------------------- | ----------- |
| 1 | Honda Masanori (本多正矩)  | 1730-1735 | Bizen-no-kami  | 5e inférieur (従五位下) | 40 000 koku |
| 2 | Honda Masayoshi (本多正珍) | 1735-1773 | Hoki-no-kami   | 4e inférieur (従四位下) | 40 000 koku |
| 3 | Honda Masatomo (本多正供)  | 1773-1777 | Kii-no-kami    | 5e inférieur (従五位下) | 40 000 koku |
| 4 | Honda Masaharu (本多正温)  | 1777-1800 | Hoki-no-kami   | 5e inférieur (従五位下) | 40 000 koku |
| 5 | Honda Masaoki (本多正意)   | 1800-1829 | Totomi-no-kami | 5e inférieur (従五位下) | 40 000 koku |
| 6 | Honda Masahiro (本多正寛)  | 1829-1850 | Totomi-no-kami | 5e inférieur (従五位下) | 40 000 koku |
| 6 | Honda Masamori (本多正訥)  | 1850-1868 | Kii-no-kami    | 5e inférieur (従五位下) | 40 000 koku |